# 布赫魯瓦特卡 (丘胡伊夫區)
50°15′29″N 36°49′13″E / 50.25806°N 36.82028°E
布赫魯瓦特卡（烏克蘭語：Бугруватка）是位於烏克蘭東部的村莊，由哈爾科夫州丘胡伊夫区的沃夫昌斯克市鎮負責管轄。該村始建於1785年，面積0.105平方公里，海拔高度170米，2001年人口12。